# Idioma bosnio
El idioma bosnio o dialecto bosnio (autoglotónimo bosanski jezik) es una de las variantes estándar del idioma serbocroata. Lo hablan los bosniacos de Bosnia y Herzegovina. Se basa en la variante occidental del dialecto štokavian. Se considera una lengua diferenciada del serbio, el montenegrino y el croata, los cuales forman el continuum dialectal del serbocroata, que al mismo tiempo puede considerarse una lengua pluricéntrica con cuatro variantes.
El idioma bosnio se escribe principalmente con el alfabeto de Gaj o alfabeto latino adaptado.

## Nombre de la variante
El nombre de la variante es controvertido. Los croatas y serbios de Bosnia y Herzegovina lo llaman croata y serbio, respectivamente. La Constitución de la República Srpska, donde este idioma es también lengua oficial, se refiere al idioma como "Lengua hablada por los bosnios" ("Jezik kojim govore Bošnjaci"), al igual que lo hace el gobierno de Serbia.
El nombre de bosnia es el más comúnmente aceptado entre los lingüistas bosnios, además de ser usado en el estándar ISO 639.
La bosniaca (bošnjački) es el nombre de la lengua en serbio y en croata, aunque el Ministerio serbio de Educación lo reconoce como bosnio, incluyéndolo como asignatura optativa en la escuela primaria. Los lingüistas croatas prefieren el uso de bosniaco al de bosnio, como Radoslav Katičić, Dalibor Brozović y Tomislav Ladan al indicar "bosnio" al conjunto del país y, por tanto, de sus habitantes. Otros lingüistas croatas sí reconocen abiertamente el término bosnio como Ivo Pranjković, así como el Estado de Montenegro.

## Historia
La moderna lengua bosnia emplea el alfabeto latino, aunque los escritos más antiguos utilizaban un tipo de cirílico bosnio denominado Bosančica desde los siglos X o XI. El documento más antiguo de la lengua serbocroata es la tabla Humac, que está escrita en esta tipografía. La carta bosnia fue escrita en cirílico en 1189 por el dirigente bosnio Kulin Ban. El 3 de julio de 1436, un duque compró en la región de Kotor una chica diciendo: Mujer bosnia, herética y de lengua bosnia llamada Djevena. El primer diccionario bosnio data de 1631.

## Gramática
Su base fundamental es la variante occidental del dialecto štokavo.

### Vocales
El vocalismo de la lengua bosnia se basa en cinco vocales.
| Escritura latina | Escritura cirílica | IPA |
| ---------------- | ------------------ | --- |
| i                | и                  | [i] |
| e                | е                  | [ɛ] |
| a                | а                  | [a] |
| o                | о                  | [ɔ] |
| u                | у                  | [u] |

La letra "R" puede representar tanto una vocal como una consonante. Es considerada una vocal cuando está rodeada por dos consonantes, como en brzo (rápido).

### Consonantismo
El sistema consonántico del bosnio tiene como características una serie de consonantes africadas y palatales y no presenta aspiración. 
En los bloques de consonantes denominados "cúmulos" (que son grupos de consonantes sin vocales), todas son sonoras o sordas. La regla no se aplica a las aproximantes, que pueden ser sonoras o sordas o para palabras extranjeras, como Washington (Vašington/ВашинГтон), nombres propios y cuando las consonantes no forman parte de una misma sílaba.
Las erres pueden ser silábicas: realizan entonces una función de vocal en ciertas palabras e incluso son acentuada, como en serbio, croata, macedonio, esloveno, checo y eslovaco. Raramente, puede ser silábica, como la ele: por ejemplo, en el nombre del río "Vltava", la 'l' es silábica, igual que los grupos lj, m, n y nj en jerga.
| Grafía latina | Grafía cirílica | IPA       |           |           |           |
| vibrantes     | vibrantes       | vibrantes | vibrantes | vibrantes | vibrantes |
| ------------- | --------------- | --------- | --------- | --------- | --------- |
| r             | р               | [r]       |           |           |           |
| aproximantes  |                 |           |           |           |           |
| v             | в               | [ʋ]       |           |           |           |
| j             | ј               | [j]       |           |           |           |
| laterales     |                 |           |           |           |           |
| l             | л               | [l]       |           |           |           |
| lj            | љ               | [lʎ]      |           |           |           |
| nasales       |                 |           |           |           |           |
| m             | м               | [m]       |           |           |           |
| n             | н               | [n]       |           |           |           |
| nj            | њ               | [ɲ]       |           |           |           |
| fricativas    |                 |           |           |           |           |
| f             | ф               | [f]       |           |           |           |
| s             | с               | [s]       |           |           |           |
| z             | з               | [z]       |           |           |           |
| š             | ш               | [ʃ]       |           |           |           |
| ž             | ж               | [ʒ]       |           |           |           |
| h             | х               | [x]       |           |           |           |
| africadas     |                 |           |           |           |           |
| c             | ц               | [ʦ]       |           |           |           |
| dž            | џ               | [ʤ]       |           |           |           |
| č             | ч               | [ʧ]       |           |           |           |
| đ             | ђ               | [ɟj]      |           |           |           |
| ć             | ћ               | [cç]      |           |           |           |
| plosivas      |                 |           |           |           |           |
| b             | б               | [b]       |           |           |           |
| p             | п               | [p]       |           |           |           |
| d             | д               | [d]       |           |           |           |
| t             | т               | [t]       |           |           |           |
| g             | г               | [g]       |           |           |           |
| k             | к               | [k]       |           |           |           |

## Vocabulario
- Bosnia y Herzegovina: Bosna i Hercegovina.
- Bosnio: Bosanski.
- Hola: Zdravo.
- Adiós: Ćao.
- Hasta la vista: Doviđenja (Dovidyeña).
- Gracias: Hvala.
- De nada: Molim.
- Sí: Da.
- No: Ne.